# Aurélien Sauvageot
Aurélien Sauvageot (13. dubna 1897, Konstantinopol, Turecko – 5. prosince 1988, Aix-en-Provence, Francie) byl francouzský jazykovědec, zakladatel ugrofinistiky ve Francii.

## Život a dílo
Aurélien Sauvageot byl ještě studentem na École normale supérieure, když mu Antoine Meillet, jenž tehdy panoval francouzské jazykovědě, nakázal, aby se věnoval studiu ugrofinských jazyků. V srpnu 1918 se tedy vydal do Švédska, kde navštěvoval přednášky o baltofinských jazycích. V červnu 1919 se dostal do Finska, kde pobýval až do srpna. V listopadu 1923 se odebral do Budapešti, aby vyučoval francouzštinu na Eötvös József Collegium a studoval maďarštinu. V Maďarsku pak zůstal téměř osm let. Po obhajobě doktorské práce založil roku 1932 na École des Langues Orientales první katedru ugrofinistiky ve Francii. V roce 1932 vyšel tiskem jeho Grand dictionnaire français-hongrois (Velký francouzsko-maďarský slovník), následován v roce 1937 maďarsko-francouzským protějškem. Za vichistického režimu byl Sauvageot roku 1941 propuštěn ze zaměstnání z důvodu své příslušnosti ke společenství svobodných zednářů, na naléhavou žádost finského a maďarského velvyslanectví mu však dovolili návrat na katedru v únoru 1943. Mezitím si vydělával na živobytí překládáním finských děl, zejména o válce se Sovětským svazem.
Roku 1949 publikoval svůj Esquisse de la langue finnoise (Nárys finského jazyka), originální a osobitý, tradičním mluvnicím velmi vzdálený popis. Podobným způsobem ukázal roku 1951 svojí knihou Esquisse de la langue hongroise (Nárys maďarského jazyka), že maďarština disponuje velice pravidelnými gramatickými prostředky. O deset let později publikoval Les Anciens Finnois (Staří Finové), uvedení do problematiky archaických dob, které předcházely vstupu Finů do dějin. Z jeho pozdějších publikací o ugrofinských jazycích a kulturách lze uvést knihy Premier Livre de hongrois (Základní učebnice maďarštiny, 1965), Histoire de la Finlande (Dějiny Finska, 1968), L'Édification de la langue hongroise (Stavba maďarského jazyka, 1971), L'Élaboration de la langue finnoise (Vývoj finského jazyka, 1973). Byl rovněž autorem mnoha děl o francouzském jazyce, zejména o mluvené francouzštině a tzv. základní francouzštině (français fondamental). Vděčíme mu za články o tahitštině, eskymáčtině, jukagirštině a samojedských jazycích stejně jako za překlady děl maďarské literatury.
Po 35 letech pedagogické činnosti se Aurélien Sauvageot v roce 1967 uchýlil do Aix-en-Provence. Bylo mu 91 let, když vyšla tiskem poslední kniha vydaná za jeho života Souvenirs de ma vie hongroise (Vzpomínky z mého maďarského života). V roce 1992 bylo posmrtně vydáno dílo, v němž jsou shrnuty jeho myšlenky o jazyce a lingvistice La Structure du langage (Struktura řeči).
Byl učitelem slovenského lingvisty Ľudovíta Nováka, významného člena Pražského lingvistického kroužku.

### Esej životopisného rázu
- Rencontre de l'Allemagne (Setkání s Německem), 1947

### Jazykovědná díla
- L'Emploi de l'article en gotique (Použití členu v gótštině), 1929
- Esquisse de la langue finnoise (Nárys finského jazyka), 1946
- Les Langues finno-ougriennes à l'École nationale des langues orientales vivantes (Ugrofinské jazyky na Státní škole živých orientálních jazyků), 1948
- Les procédés expressifs du français contemporain (Expresivní jazykové prostředky současné francouzštiny), 1957
- Français écrit, français parlé (Francouzština psaná, francouzština mluvená), 1962
- Portrait du vocabulaire français (Obraz francouzské slovní zásoby), 1964
- L'Édification de la langue hongroise (Stavba maďarského jazyka) , 1971
- Analyse du français parlé (Rozbor mluvené francouzštiny), 1972
- L'Élaboration de la langue finnoise (Vývoj finského jazyka) , 1973
- Français d'hier ou français de demain ? (Včerejší francouzština či zítřejší francouzština?), 1978
- La structure du langage (Struktura řeči), 1992

### Překlady

#### Z finštiny
- Guerre dans le désert blanc (Korpisotaa), Pentti Haanpää, 1942
- Sous la voûte de feu (Tuliholvin alla), Eino Hosia, 1944
- C'est ça… (Sellaista se on…), Eero Kiviranta, 1944

#### Z maďarštiny
- Les trois fils de Cœur-de-Pierre (A Kőszívű ember fiai), Mór Jókai

### Předmluvy
- Un inconnu vint à la ferme (Vieras mies tuli taloon, česky Cizinec přichází), Mika Waltari, přel. Lucie Thomas, 1944
- La femme du pasteur (Papin rouva, česky Pastorova žena), Juhani Aho, přel. J. Perrin d'Agnel, 1946

### Příspěvky
- Finlande (Finsko), kolektivní dílo, 1940

V knize, jež byla publikována na podporu Finska ve válce se Sovětským svazem (Zimní válka), sepsal Aurélien Sauvageot články "Un regard sur l'histoire de la Finlande" (Pohled na dějiny Finska) a "Le problème des langues" (Problém jazyků), dále přeložil "Denní rozkaz maršála Mannerheima" vydaný u příležitosti mírové smlouvy, kterou skončila válka.